# Alpenmatten-Erdeule
Die Alpenmatten-Erdeule (Dichagyris (Albocosta) musiva, Syn.: Ochropleura musiva), auch Musiva-Erdeule, ist ein Schmetterling (Nachtfalter) aus der Familie der Eulenfalter (Noctuidae).

## Merkmale

### Falter
Die Flügelspannweite der Falter beträgt 38 bis 44 Millimeter. Die Vorderflügel sind in der Grundfarbe kastanienbraun oder rotbraun und relativ zeichnungslos. Der Costalrand besitzt von der Wurzel bis etwa zur Höhe der leicht hell umrandeten Nierenmakel einen breiten, geraden, cremeweißen Streifen. Dieser fließt mit dem Ringmakel ineinander und bildet eine Art Zahn. Die Nierenmakel ist cremefarben umrandet. Es ist ein kurzer, schwarzer Wurzelstrich vorhanden. Die Hinterflügel bei musiva sind weißlich mit einem hellbraunen Rand und deutlich hervortretenden Adern.

### Ei, Raupe, Puppe
Das Ei ist halbkugelig, weiß gefärbt und in Richtung Pol stark gerippt. Die Raupe ist schmutzig rötlichgelb bis gelblichbraun, mit dunklen Längsbändern und Schrägstreifen, heller Rückenlinie und schwach entwickelten Nebenrückenlinien. Die Puppe ist rotbraun und besitzt zwei spitze Dornen am Kremaster.

### Ähnliche Arten
- Hellrandige Erdeule (Ochropleura plecta (Linnaeus, 1761)), ist mit einer Flügelspannweite von 28 bis 34 mm deutlich kleiner
- Ochropleura leucogaster Freyer, 1831, ist mit einer Flügelspannweite 32 bis 36 mm im Durchschnitt ebenfalls kleiner

## Geographische Verbreitung und Lebensraum
Die Art kommt lokal in einigen bergigen Teilen in Europa, der Türkei, Armenien, im Kaukasus, Turkestan, Kleinasien, südlichen Teilen Sibiriens, der Mongolei, Tibet und im Westen Chinas vor. Sie bevorzugt hügeliges und gebirgiges, trockenes Gelände bis auf eine Höhe von etwa 2500 Metern.

## Lebensweise
Die Falter sind überwiegend nachtaktiv, fliegen von Juni bis September und besuchen nach Osthelder in den Alpen die Blüten von Taubenkropf-Leimkraut (Silene vulgaris), außerdem auch Köder und künstliche Lichtquellen. Die Raupen sind polyphag ab September an krautartigen Pflanzen zu finden, beispielsweise an Gewöhnlicher Wegwarte (Cichorium intybus), Wiesen-Labkraut (Galium mollugo), sowie an Rauhaariger Gänsekresse (Arabis hirsuta) und Löwenzahn (Taraxacum). Sie überwintern und verpuppen sich überwiegend im April.

## Gefährdung
In Deutschland kommt die Alpenmatten-Erdeule gesichert nur an wenigen Plätzen in Bayern vor, ist extrem selten und wird auf der Roten Liste gefährdeter Arten als Art mit geographischer Restriktion (Kategorie R) eingestuft. In Baden-Württemberg kam Albocosta musiva bis in die dreißiger Jahre des zwanzigsten Jahrhunderts auf der Schwäbischen Alb vor und ist danach aus unbekannten Gründen ausgestorben. Gelegentlich wird sie nördlich der Alpen als Zuwanderer gefunden.